# Mezinárodní letiště Charkov
Mezinárodní letiště Charkov (ukrajinsky Міжнародний аеропорт Харків, Mížnarodnyj aeroport Chárkív) je největší letiště na východě Ukrajiny. Nachází se 12 km od centra Charkova.

## Historie
Starý letištní terminál byl postaven na počátku 50. let 20. století ve stylu stalinistické architektury.
Letiště bylo zprovozněno v roce 1954.
V březnu 2008 byl majetek Charkovského letiště pronajat na 49 let firmě New Systems AM. Avšak vzletové a přistávací dráhy zůstaly ve správě státu.
V roce 2009 v rámci příprav k Mistrovství Evropy ve fotbale 2012 byla zrekonstruována vzletová a přistávací dráha, jenž byla prodloužená do 2500 metrů, aby mohla přijímat letouny třídy Airbus A320 či Boeing 737.
Dne 28. srpna 2010 byl otevřený nový terminál A. Starý terminál po své rekonstrukci slouží k obsluze VIP cestujících.
Od 1. prosince 2010 pozemní odbavení letiště zařizuje švýcarská firma Swissport.
V roce 2012 bylo letiště vybaveno dvěma nástupními mosty a novou řídící věží.
Během provedení charkovských zápasů v rámci Mistrovství Evropy ve fotbale 2012 ve dnech z 8. do 18. června letiště obsloužilo 750 příletů - odletů
letadel, jimiž bylo přepraveno 52,5 tisíce cestujících.
Od roku 2013 je letiště vybaveno elektronickým systémem ILS CAT II pro přístrojové přistávání.

## Letecká spojení
| Letecká společnost             | Původ       | Destinace |
| ------------------------------ | ----------- | --- |
| Azur Air Ukraine               | Ukrajina    | Sezónní Antalya, Bodrum, Dalaman, Šarm aš-Šajch                                                                                                  |
| Belavia                        | Bělorusko   | Minsk |
| Bravo Airways                  | Ukrajina    | Sezónní Bejrút |
| Buta Airways                   | Ázerbájdžán | Baku |
| EllinAir                       | Řecko       | Sezónní Soluň |
| Ernest Airlines                | Itálie      | Milán, Řím |
| LOT Polish Airlines            | Polsko      | Varšava |
| Pegasus Airlines               | Turecko     | Istanbul |
| Ryanair                        | Irsko       | Budapešť, Krakov, Poznaň, Varšava, Vilnius |
| SkyUp                          | Ukrajina    | Kyjev, Lvov, Paříž-Beauvais, Praha, Tbilisi, Tel Aviv, Tel Aviv Sezónní Antalya, Barcelona, Larnaka, Oděsa, Rimini, Šardžá, Šarm aš-Šajch, Tivat |
| Turkish Airlines               | Turecko     | Istanbul |
| Ukraine International Airlines | Ukrajina    | Kyjev, Tel Aviv Sezónní Antalya, Šarm aš-Šajch                                                                                                   |
| Windrose Airlines              | Ukrajina    | Sezónní Antalya, Šarm aš-Šajch |
| Wizz Air                       | Maďarsko    | Budapešť, Dortmund, Gdaňsk, Katowice, Krakov, Pardubice (od června 2022), Vídeň, Vratislav                                                       |

## Statistika
|                         |
| obnoveno 9. března 2020 |